# Palavra e Utopia
Palavra e Utopia é um filme português de 2000 dirigido pelo cineasta Manoel de Oliveira que conta a trajetória do padre António Vieira.

## Elenco
- Lima Duarte - Padre António Vieira (fim da vida)
- Luís Miguel Cintra - Padre António Vieira (período em que ele viveu na Europa e enfrentou a Inquisição)
- Ricardo Trepa - Padre António Vieira (fase jovem)
- Ronaldo Bonacchi - Padre Bonnuci

## Prémios
Globos de Ouro
| Ano  | Categoria         | Resultado |
| ---- | ----------------- | --------- |
| 2000 | Melhor Realizador | Vencedor  |

Festival de Veneza
| Ano  | Categoria      | Resultado |
| ---- | -------------- | --------- |
| 2000 | Bastone Bianco | Vencedor  |
| 2000 | Leão de Ouro   | Nomeado   |